# Latrunculia triverticillata
Latrunculia triverticillata är en svampdjursart som beskrevs av Alvarez, Bergquist och Battershill 2002. Latrunculia triverticillata ingår i släktet Latrunculia och familjen Latrunculiidae. Inga underarter finns listade i Catalogue of Life.